# アンボンで何が裁かれたか
『アンボンで何が裁かれたか』（原題：Blood Oath/Prisoners of the Sun）は、1990年制作のオーストラリア映画。
太平洋戦争中の1942年にオランダ領東インド（現・インドネシア）アンボン島で起きた日本軍による連合軍捕虜虐殺事件に関する軍事裁判を描いた作品。
無名時代のラッセル・クロウが端役で出演しており、本作が映画デビュー作となった。

## あらすじ
太平洋戦争終結後の1945年12月、オーストラリア陸軍法務部は、戦中にオランダ領東インド（現・インドネシア）アンボン島で起きた日本軍による連合軍捕虜虐殺事件に関する軍事裁判を開廷した。
検察官のクーパー大尉は、当時の最高司令官だった高橋中将と収容所長の池内大佐を事件の首謀者として断罪する事を求めるが、アメリカ軍の圧力により高橋中将は無罪となり、池内大佐は自決してしまう。
最終的に裁判を受ける事になったのは、上官の命令で処刑を実行した田中中尉だけとなった。クーパー大尉は彼がスケープゴートとして処刑される事になるのを承知で、苦渋の決断で求刑するのだった。

## キャスト
- クーパー大尉：ブライアン・ブラウン
- 高橋中将：ジョージ・タケイ
- 田中中尉：塩屋俊
- ベケット少佐：テリー・オクィン
- ロバーツ少佐：ジョン・バック
- 池内大佐：渡辺哲
- 松ヶ枝：藤田宗久
- シスター・リテル：デボラ・カーラ・アンガー
- ジミー・フェントン二等兵：ジョン・ポルソン
- コーベット中尉：ラッセル・クロウ
- タルボット二等兵：ジェイソン・ドノヴァン
- パターソン伍長：ドナル・ギブソン